# Johann Christoph Frisch
Johann Christoph Frisch (* 9. Februar 1738 in Berlin; † 28. Februar 1815 ebenda) war ein Berliner Hofmaler, Zeichner und Radierer unter Friedrich II.

## Leben
Der Sohn des Kupferstechers Ferdinand Helfreich Frisch (1707–1758) und Enkel des Sprach- und Naturforschers Johann Leonhard Frisch (1666–1743) wurde zunächst von seinem Vater unterrichtet, war später ein Schüler des Historienmalers Christian Bernhard Rode und bildete sich dann autodidaktisch weiter – u. a. durch Kopieren der Bilder im Schloss Sanssouci. Von 1765 bis 1768 unternahm er, protegiert durch Jean-Baptiste de Boyer, Marquis d’Argens und finanziell unterstützt von Friedrich II., eine Studienreise nach Rom, wo er sich durch die Werke von Raffael, Annibale Carracci und Guido Reni inspirieren ließ, und in die Provence. 1774 schuf er das Deckengemälde Venus mit ihrem Gefolge im Jaspissaal der Neuen Kammern.
Ab 1770 war Frisch Mitglied, 1786 Rektor, 1801 Vizedirektor und ab 1805 Direktor der Berliner Akademie der Künste, wo er „praktische Malerei“ lehrte. Er war ein bekannter Bildnis- und Historienmaler, außerdem war er Kunstsammler. Er wohnte in der Heidereuter Gasse nahe der Alten Synagoge. In seinem Garten vor dem Spandauer Tor zog er die ersten Maulbeerbäume.

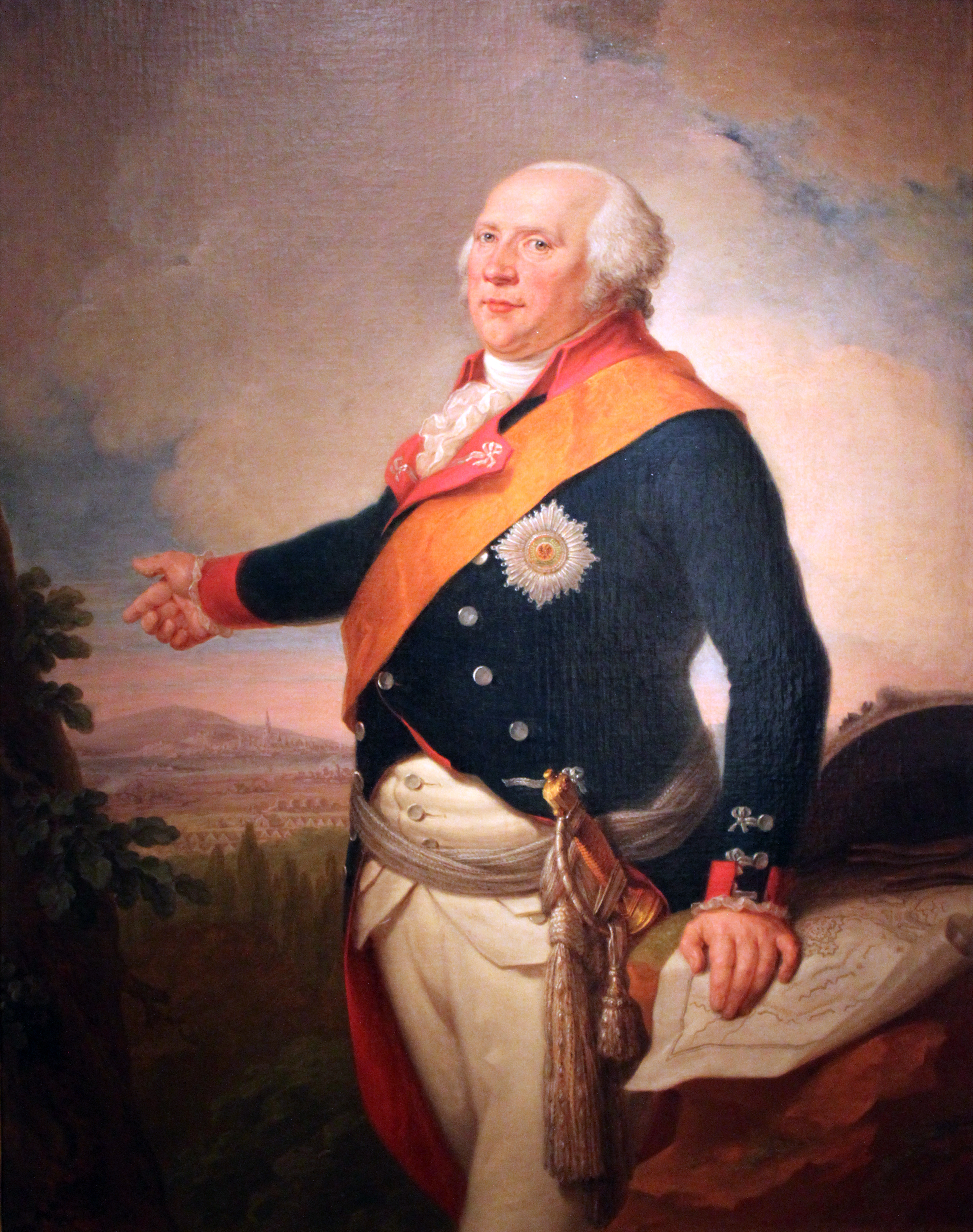
Friedrich Wilhelm II. von Preußen, 1797, Deutsches Historisches Museum Berlin

Von ihm stammt aus dem Jahr 1786 das am weitesten verbreitete und verbindlichste Porträt des jüdischen Philosophen Moses Mendelssohn. Außerdem fertigte er ein Porträt des bekannten Berliner Chasan und Gemeindesekretärs Aaron Beer und mehr als 30 weitere Porträts berühmter Persönlichkeiten. 1787 entstand sein bekanntes Werk „Schwerins Tod in der Schlacht bei Prag am 6. Mai 1757“. Er schuf Wand- und Deckengemälde im Berliner Stadtschloss (1789), im Niederländischen Palais (vor 1779), im Neuen Palais (1768 und um 1795), im Jaspissaal in den Neuen Kammern im Park von Sanssouci (1774), im Marmorpalais (1790) und im Schloss Pfaueninsel (um 1796).
Frisch schloss endlich die Arbeiten an zwei umfangreichen zoologischen Kupfertafelwerken zu den Insekten und Vögeln Deutschlands ab, die sein Großvater einst begonnen und sein Vater fortgeführt hatte.
Frisch stand besonders in seinen Spätwerken unter dem Einfluss der englischen Malerei und des Klassizismus. Zu seinen bevorzugten Themen gehörten mythologische und allegorische Szenen, historische Gemälde, Motive aus den Dichtungen Gotthold Ephraim Lessings und Christoph Martin Wielands.